# Fusillade du 27 mai 2020 à Saint-Varent
 (juin 2020).
La fusillade du 27 mai 2020 à Saint-Varent est une fusillade survenue le 27 mai 2020 à Saint-Varent, dans les Deux-Sèvres, en France ayant fait 4 morts, dont l'auteur de la fusillade, et 1 blessé.

## Déroulement
Vers 15h00, un employé de la société Roy entre dans une pièce où se tient une réunion du CSE afin d'évoquer la reprise d'activité après le confinement. 9 personnes étaient présentes dans la salle et l'auteur de la fusillade aurait été invité à cette réunion. L'homme entre calmement dans la salle et sort une arme derrière la première personne qu'il abat, il tue ensuite 2 personnes et en blesse une autre en faisant le tour de la table avant de se tirer une balle dans la tête et de mourir quelques heures plus tard au CHU de Poitiers. L'homme aurait choisi ses victimes.

## Bilan
Un responsable financier, un représentant syndical CFDT et un représentant du personnel également syndiqué à la CFDT sont morts dans la fusillade ainsi que l'auteur et une quatrième personne a été blessée.

## Auteur
L'auteur, un employé de 37 ans habitant Loudun, avait été jugé inapte à tous les postes au sein de la société Roy. Il pratiquait le tir sportif et était célibataire, il n'était pas en forme depuis le décès de son père une dizaine de mois plus tôt.

## Enquête
Une enquête pour homicide a été ouverte par le parquet de Niort et confiée à la gendarmerie, à la section de recherches de Poitiers et à la brigade de recherche de Bressuire.